# Пог'янмаа
Пог'янмаа (швед. Österbotten, фін. Pohjanmaa) — приморська провінція Фінляндії.
Населення — 178 049 осіб, щільність населення 22,98 ос./км². Загальна площа — 18 190,80 км²: морська акваторія — 10 258,85 км², суходіл — 7931,95 км², у тому числі площа прісноводних водойм — 183,04 км². Адміністративний центр — муніципалітет Вааса (33,5 % від загального населення краю). Шведська назва провінції — «Österbotten», «Остроботнія».
Значна частка населення провінції шведськомовна.

## Історія
До 1 січня 2010 року входила до складу губернії (ляні) Західна Фінляндія.

## Адміністративний поділ
До складу провінції входить 16 муніципалітетів, з них 6 міських, та десять загальних. Муніципалітети згруповані в 4 субрегіони: Кюренмаа,
Суупог'я,
Вааса,
Якобстад (швед. Jakobstad).
| Герб | Назва        | Фінська назва      | Шведська назва | Населення (осіб) | Площа (км²) | Щільність (осіб/км²) | Тип муніципа- літету | Субрегіон | Швед.  | Фін.   |
| ---- | ------------ | ------------------ | -------------- | ---------------- | ----------- | -------------------- | -------------------- | --------- | ------ | ------ |
|      | Ісокюре      | Isokyrö            | Storkyro       | 4,971            | 356,99      | 14,03                | загальний            | Кюренмаа  | 0,6 %  | 98,9 % |
|      | Каскінен     | Kaskinen           | Kaskö          | 1,430            | 10,65       | 136,30               | міський              | Суупог'я  | 28,1 % | 68,1 % |
|      | Корснес      | Korsnäs            | Korsnäs        | 2,257            | 239,59      | 9,58                 | загальний            | Вааса     | 91,2 % | 3,2 %  |
|      | Крістінестад | Kristiinankaupunki | Kristinestad   | 7,156            | 697,19      | 10,48                | міський              | Суупог'я  | 56,6 % | 42,2 % |
|      | Крунубю      | Kruunupyy          | Kronoby        | 6,740            | 751,72      | 9,46                 | загальний            | Якобстад  | 83,3 % | 15,6 % |
|      | Лайгіа       | Laihia             | Laihela        | 7,861            | 508,38      | 15,59                | загальний            | Кюренмаа  | 1,0 %  | 98,3 % |
|      | Ларсмо       | Luoto              | Larsmo         | 4,826            | 176,51      | 33,88                | загальний            | Якобстад  | 92,5 % | 6,5 %  |
|      | Малакс       | Maalahti           | Malax          | 5,603            | 525,23      | 10,75                | загальний            | Вааса     | 88,2 % | 9,1 %  |
|      | Корсгольм    | Mustasaari         | Korsholm       | 18,680           | 865,73      | 22,02                | загальний            | Вааса     | 70,2 % | 28,7 % |
|      | Нярпес       | Närpiö             | Närpes         | 9,431            | 985,11      | 9,65                 | міський              | Суупог'я  | 88,4 % | 5,8 %  |
|      | Педерсере    | Pedersöre          | Pedersöre      | 10,892           | 826,05      | 13,71                | загальний            | Якобстад  | 90,1 % | 9,0 %  |
|      | Якобстад     | Pietarsaari        | Jakobstad      | 19,660           | 91,73       | 222,60               | міський              | Якобстад  | 56,4 % | 40,2 % |
|      | Нюкарлебю    | Uusikaarlepyy      | Nykarleby      | 7,460            | 737,03      | 10,19                | міський              | Якобстад  | 89,3 % | 8,1 %  |
|      | Вааса        | Vaasa              | Vasa           | 59,670           | 191,69      | 316,00               | міський              | Вааса     | 24,8 % | 69,8 % |
|      | Вяхякюре     | Vähäkyrö           | Lillkyro       | 4,761            | 177,66      | 27,10                | загальний            | Кюренмаа  | 1,7 %  | 97,7 % |
|      | Веурі        | 6,698              | 790,69         | 8,57             | загальний   | Вааса                | 84,6 %               | 13,6 %    |        |        |